# Scott Fernandis
Scott Fernandis (Canberra, 17 de mayo de 1981) es un deportista australiano que compitió en judo. Ganó dos medallas en el Campeonato de Oceanía de Judo en los años 2003 y 2004.

## Palmarés internacional
| Campeonato de Oceanía | Campeonato de Oceanía | Campeonato de Oceanía | Campeonato de Oceanía |
| Año                   | Lugar                 | Medalla               | Categoría             |
| --------------------- | --------------------- | --------------------- | --------------------- |
| 2003                  | Suva (Fiyi)           | Medalla de plata      | –60 kg                |
| 2004                  | Numea (Francia)       | Medalla de bronce     | –60 kg                |